# 火炭（山尾街）公共運輸交匯處
火炭（山尾街）公共運輸交匯處是香港一個坑狀露天車站，位於沙田區火炭東熟食市場旁、穗輝工廠大廈對面。

## 總站路線資料（巴士）

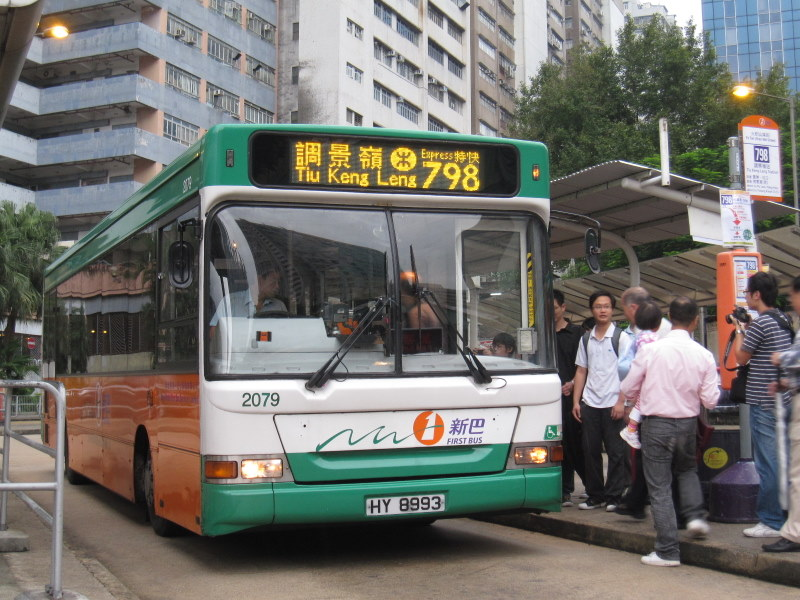
新巴798線曾途經本站

### 九龍巴士263B線
- 屯門站 ↔ 火炭（山尾街）

於2022年11月14日起投入服務，途經屯門新墟、屯門市中心、友愛邨/安定邨、兆麟苑及豐景園往來火炭的巴士路線，只限平日繁忙時間提供服務。

### 龍運巴士E42P線
- 東涌（逸東邨） ↔ 火炭（山尾街）

於2019年2月18日起投入服務，途經東涌北、青嶼幹線、青衣西路、青荃橋、城門隧道、大圍、車公廟、沙田市中心、瀝源邨及禾輋邨，只限平日繁忙時間提供服務。

## 總站路線資料（專線小巴）

### 新界區專線小巴481線
- 火炭（山尾街） ↔ 荃灣街市街

1991年投入服務，為進智公交首條新界區路線，取道城門隧道來往，提供沙田火炭及荃灣之間的特快小巴服務。

## 途經路線資料（巴士）

### 九龍巴士73A線
- 粉嶺（華明） ↔ 沙田（愉翠苑）

1983年5月23日開辦，當時來往彩園邨和愉翠苑，途經粉嶺、大埔、火炭等地區，總站於2013年8月24日由彩園邨縮短至華明邨，不再途經上水至粉嶺聯和墟及祥華邨。
此線來回程途經山尾街，並來回程停靠此站。

### 九龍巴士81K線
- 新田圍 ↔ 穗禾苑

1983年8月22日開辦，途經秦石邨、沙角邨、沙田市中心、瀝源邨、禾輋邨、火炭。
此線往新田圍方向停靠此站。

### 九龍巴士280X線
- 火炭（穗禾苑） ↔ 尖沙咀東（麼地道）

於2015年1月24日開辦，取代原有280P線，途經火炭工業區、源禾路（禾輋邨／瀝源邨）、沙田市中心、青沙公路（尖山隧道及沙田嶺隧道）、連翔道、油麻地（只限回程）、港鐵九龍站（只限去程）、佐敦（只限回程）及尖沙咀。
此線往尖東（麼地道）停靠此站。

## 外部連結
- 九巴 （页面存档备份，存于）
- 火炭（山尾街）公共運輸交匯處 （页面存档备份，存于），城巴／新巴